# Televisora Regional del Táchira
Televisora Regional del Táchira:
es un canal de televisión regional con sede en la ciudad de San Cristóbal en el estado Táchira. Además del Táchira, TRT se puede ver en la parte sur del Zulia, Barinas, noroeste y norte de Apure en Venezuela. Su señal también puede ser vista en Colombia en el Departamento Norte de Santander y el norte del Departamento de Arauca. Se emite en el canal seis en San Cristóbal, zona norte del Estado Táchira y por el Canal 2 en San Antonio, Ureña y Departamento Norte de Santander en Colombia.

## Historia
A principios de 1983, un grupo de empresarios del Táchira, concibió la idea de promover una estación de televisión.
La Televisora Regional de Táchira, S.A, hasta mediados de marzo de 1984 como un canal de televisión y es el 17 de febrero de 1988, cuando el Ministerio de Transporte y Comunicaciones aprobó la licencia de explotación de esta nueva televisión nacional. A principios de 1989, que terminó la construcción de una estación de radiodifusión ubicadas en la colina el Gallinero de Palmira
Municipio Guásimos infraestructura necesaria para salir al aire, con la señal de esta emisora cubre gran parte de la Televisora del Táchira, algunas zonas del estado Apure, la parte sur del estado Zulia, la parte norte del Departamento de Arauca en Colombia y algunas zonas del Departamento de Norte de Santander en Colombia.
El 24 de julio de 1989 se transmite por el canal 6 en señal de prueba barras multicolor de identificación del canal, y la música. El 15 de octubre de 1989 a las 8:00pm (hora local) la transmisión de imágenes en diferido de un partido de fútbol celebrado en el Polideportivo de Pueblo Nuevo de San Cristóbal. Era el viernes 24 de noviembre de 1989 en una gala inaugural celebrada en teatro Luis Hurtado Higuera "Casa Sindical" de la ciudad de San Cristóbal, a la que asistieron importantes personalidades de la nación, entre ellos el expresidente Carlos Andrés Pérez, cuando se comienza a regular la programación de la televisora.
Llevado a la necesidad de mejorar la cobertura inicial, se lleva a cabo la construcción de una segunda estación de radiodifusión "El Rayo" ubicada en Pedro María Ureña, estado Táchira, que entró en funcionamiento a partir del 25 de marzo de 1994, para que abarcase todos los espacios del Norte de Santander en Colombia, la parte meridional del Lago de Maracaibo del estado Zulia, la ciudad de Santa Bárbara de Barinas en el estado Barinas, el municipio Páez del estado Apure y mejorar la señal en diferentes poblaciones del Táchira. A través de un riguroso calendario establecido para las normas de calidad, Televisora Regional de Táchira.

## Controversias
El presentador del programa "Café con Azócar", Gustavo Azócar, fue arrestado el 6 de marzo de 2006, por la policía metropolitana de Táchira luego de una queja fichada por Ana Casanova en el año 2000 —quien fue una fiscal ese año— que había alegado irregularidades en las transmisiones de los avisos por la lotería estadal en Radio San Cristóbal (ahora conocida como 1060 AM), donde Azócar trabajó como coordinador general. Es considerado como preso político por la Human Rights Foundation.
En 2012 El diputado Miguel Ángel Rodríguez denuncia amenazas de cierre contra el canal.
En 2014 El Ministerio del Poder Popular para la Comunicación y la Información y la Comisión Nacional de Telecomunicaciones (CONATEL), investiga a
TRT por estar relacionada con hechos de violencia en el estado, así lo manifestó Nicolás Maduro, presidente de Venezuela.